# 焦作号导弹驱逐舰
“焦作”号导弹驱逐舰（舷号163）简称“焦作”舰，是052D型导弹驱逐舰二十一号舰，现服役于中国人民解放军海军南部战区海军驱逐舰第二支队。此舰乃是052D型导弹驱逐舰加长版的第八艘，也是“驱二支”所接收的第五艘052D型导弹驱逐舰。“焦作”舰由江南造船负责建造，排水量较052D基础型增加了500吨，其最大的改进之处就在于更换了可捕捉隱形戰機的517C米波反隐身雷达、舰尾直升机甲板拉长约4米，以便直-20上舰、优化舰载指挥系统和数据链系统以适应体系化作战，增加舰首缆孔。

## 服役歷史
2023年4月5日，解放军海军山东舰编队经巴士海峡进入西太平洋进行实战演练，编队包括163号“焦作”舰以及173号“长沙”舰。
2024年2月21日，焦作舰作为中国海军第46批护航编队指挥舰，从广东湛江某军港起航，前往亚丁湾、索马利亞海域。完成護航任務後，7月10日艦隊轉赴北非摩洛哥卡薩布蘭加進行整補，之後前往北大西洋、波羅的海。
2024年7月28日，中国海军派出本艦與903型綜合補給艦洪湖艦抵達俄羅斯聖彼得堡，参加了2024年俄罗斯海军节阅兵活动。29日，兩艦与俄海军在芬兰湾海域开展「联合演练」。演练主要在中国海军焦作舰与俄海军「机灵」号护卫舰间展开，两艘舰艇共同进行了轻武器射击、航行补给、编队运动、联合搜救等科目演练，旨在提升双方舰艇协同能力。在航行與演練中，北約至少有五個國家（英、法、比、葡、丹麥）追蹤了本艦活動。
2024年8月15日，該艦與洪湖艦組成的第46批護航編隊抵達埃及亞歷山大港進行友好訪問交流，開放民眾參觀以及編隊航行、「聯合訓練」。。